# Cyril Lowe
Pour les articles homonymes, voir Lowe.

a Compétitions nationales et continentales officielles uniquement.

b Matchs officiels uniquement.
Cyril Nelson Lowe (dit Kit, ou the Kid), né le 7 octobre 1891 (Lincolnshire) et mort le 6 février 1983 à Mid-East Surrey, est un joueur anglais de rugby à XV râblé, ayant occupé le poste de ailier gauche en sélection nationale et joué au Blackheath RC, après trois premières années de jeu à Cambridge University RUFC.

## Biographie

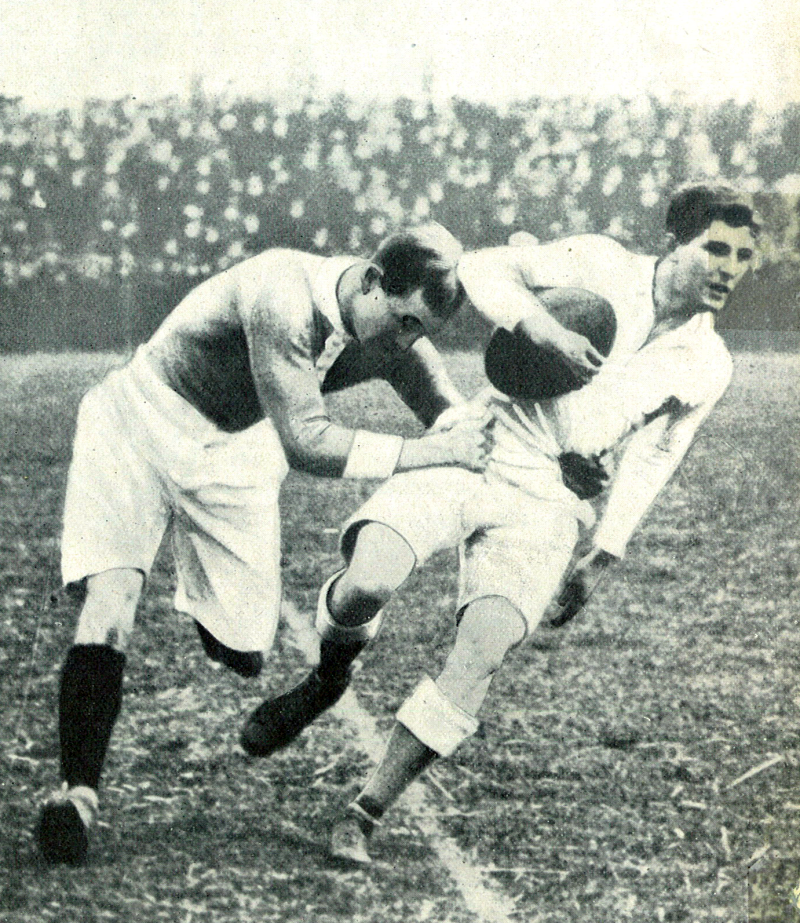
Cyril Lowe est plaqué par Jacques Dedet lors du Tournoi des cinq nations 1913

Cyril Lowe débute par le football, et était également un excellent boxeur, nageur, et joueur de cricket. Il a réussi l'exploit de remporter quatre Grand Chelems, disputant en outre les 16 parties correspondantes. Seul le Français Fabien Pelous l'a égalé en 2004.
Lowe fut en outre un « As » de l'aviation britannique durant la Première Guerre mondiale, terminant au grade de capitaine avec neuf victoires, médaille militaire et distinction de la croix de l'aviation militaire. Il inspire en 1986 le personnage central du film Biggles (Neil Dickson dans le personnage principal) de William Earl Johns, ainsi qu'auparavant une série populaire (de 97 ouvrages) de même titre dès 1932. Après-guerre, il devient pilote acrobatique à côté de ses penchants rugbystiques.

## Palmarès
- Grand Chelem en 1913, 1914, 1921 et 1923 (Voir Records du tournoi des six nations)
- Vainqueur du tournoi en 1920 (ex æquo avec le pays de Galles et l'Écosse)

## Statistiques en équipe nationale
- 25 sélections nationales, entre 1913 et 1923
- 18 essais (record anglais durant 67 ans, jusqu'en 1989)
- 8 essais marqués durant un seul Tournoi des Cinq Nations en 1914 (record du meilleur marqueur pour l'ensemble des nations participantes)
- Également meilleur marqueur en 1921 (seul) et 1922 (ex æquo avec un gallois)
- Participation aux 6 éditions consécutives de 1913, 1914, 1920, 1921, 1922 et 1923 du tournoi des cinq nations